# Qarqi (köpinghuvudort i Kina, Xinjiang Uygur Zizhiqu, lat 41,58, long 81,37)
Qarqi (kinesiska: 察尔齐, 察尔齐镇) är en köpinghuvudort i Kina. Den ligger i den autonoma regionen Xinjiang, i den nordvästra delen av landet, omkring 560 kilometer sydväst om regionhuvudstaden Ürümqi. Antalet invånare är 18 485. Befolkningen består av 8 813 kvinnor och 9 672 män. Barn under 15 år utgör 21,0 %, vuxna 15-64 år 73 %, och äldre över 65 år 4,0 %.
Runt Qarqi är det glesbefolkat, med 13 invånare per kvadratkilometer. Qarqi är det största samhället i trakten. Trakten runt Qarqi är ofruktbar med lite eller ingen växtlighet.
Genomsnittlig årsnederbörd är 224 millimeter. Den regnigaste månaden är juni, med i genomsnitt 41 mm nederbörd, och den torraste är mars, med 5 mm nederbörd.